# Pałacyk Kosińskich

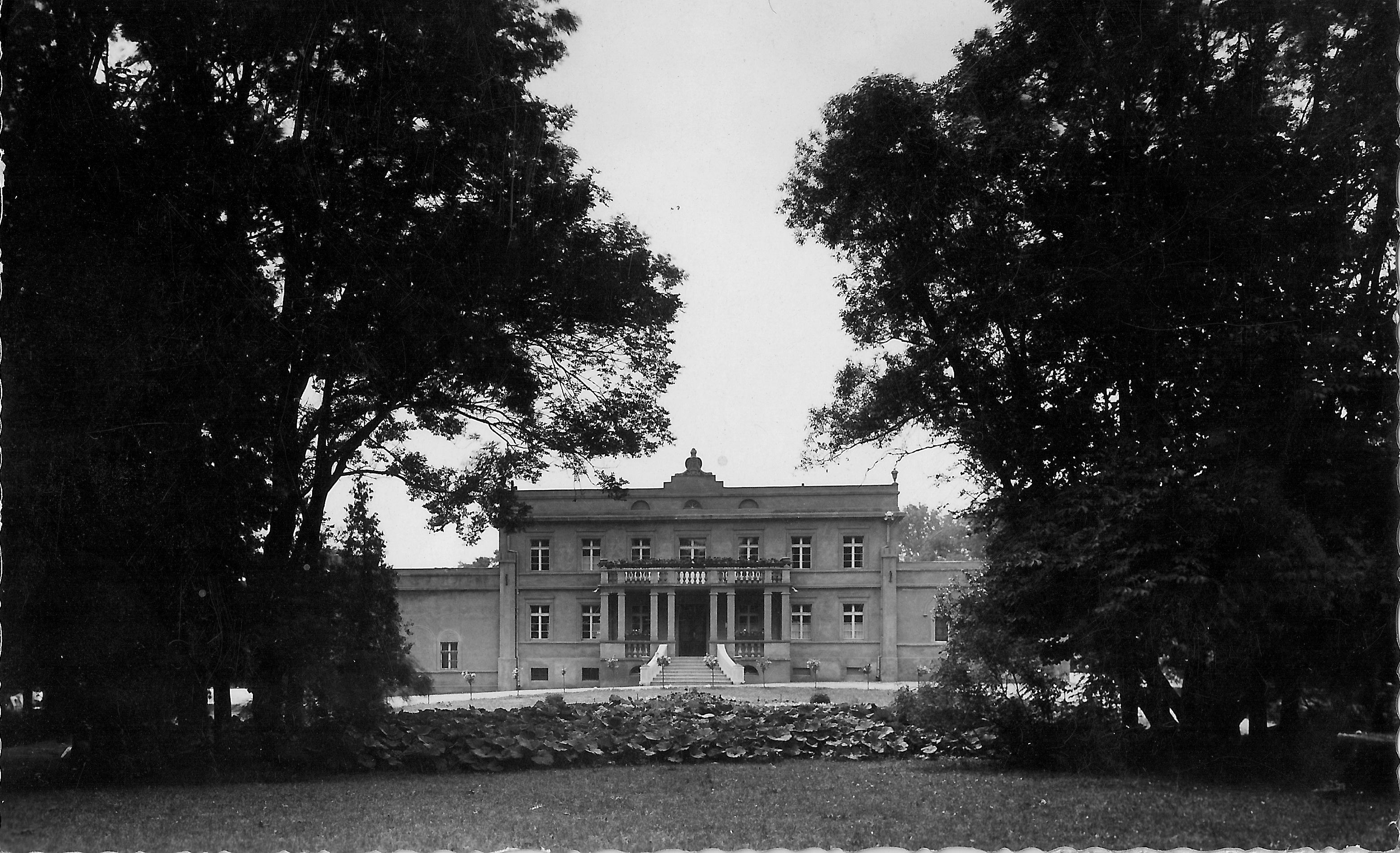
Pałacyk Kosińskich w 1929 r.

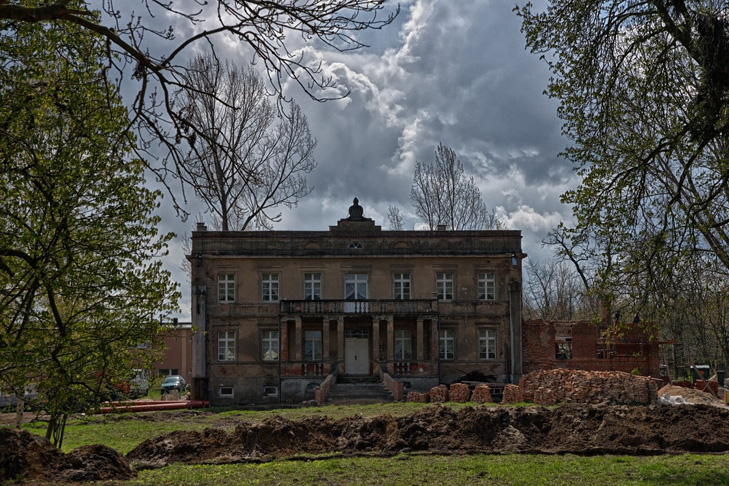
Pałac Kosińskich przed remontem

Pałacyk Kosińskich – pałac znajdujący się w Połażejewie, zbudowany prawdopodobnie dla Witolda i Marii Kosińskich.

## Dane techniczne
Pałac dwukondygnacyjny w stylu eklektycznym z elementami klasycystycznymi o kubaturze 3186 m³, i powierzchni 739 m². Budowlę kształtują trzy uporządkowane nierównej szerokości i wysokości bryły. Korpus główny będący zasadniczą częścią pałacu wzniesiony na planie prostokąta, piętrowy przykryty dachem płaskim z attyką. Elewację frontową i tylną, siedmioosiową, poprzedzają tarasy ograniczone ozdobnymi balustradami. Elewacje frontową, będącą jednocześnie elewacją ogrodową poprzedza duży taras, ograniczony dwustronnie biegnącą balustradą, nad którym na czterech kolumnach wspiera się w strefie piętra balkon. Elewacje obiega rytm prostokątnych okien ujętych w proste obramienia i profilowane listwy nadokienne. Dwie przybudówki parterowe flankowane na narożach wieżyczkami zwieńczonymi krenelażem. Pałac otacza park o charakterze krajobrazowym założony w końcu XIX wieku. Pałac wpisany do rejestru zabytków pod numerem 2090/A (30.V.1986 r.), a park 23/wlkp/A (7.IV.2000).

## Zarys historyczny
W latach 1416–1427 wieś Połażejewo należała do braci Mikołaja i Świętosława Polojewskich, w latach późniejszych (1501–1510) własność Kapituły Gnieźnieńskiej. Do 1578 r. własność Stanisława Ossowskiego syna Pawła.
Następnie wieś wchodziła w skład majątku Winna Góra nadanego gen. Henrykowi Dąbrowskiemu przez cesarza Napoleona. W początku XIX w. właścicielką była Bogumiła Bogusława Mańkowska urodzona w 1814 r. w Paryżu, córka Barbary Chłapowskiej i gen. Henryka Dąbrowskiego, oraz jej mąż gen. Teodor Mańkowski syn Seweryna, a wnuk Ignacego. We władaniu Mańkowskich dobra w Połażejewie były do 1854 r. Nowym nabywcą nie tylko Połażejewa, ale całego klucza majątków zwanego żrenickim, był książę Aleksander Czartoryski z Wiednia, który kupował te majątki dla swojej żony Marceliny, znanej pianistki i filantropki. Około roku 1868 właścicielem Połażejewa zostali Józef i Joanna Golscy, wcześniej dzierżawcy od roku 1865. Po śmierci Józefa 21 stycznia 1869 roku Joanna Golska sama gospodarzy do roku 1872. W tym samym roku nową właścicielką Połażejewa zostaje Maria von Rekowska, herbu Wantoch, przyszła dziedziczka Koszut i Krerowa w powiecie średzkim. Wkrótce, bo 27 kwietnia 1873 r., wychodzi ona za mąż za Witolda Kosińskiego, herbu Rawicz, syna powstańca styczniowego Władysława Kosińskiego z Targowej Górki, a wnuka Antoniego Amilkara Kosińskiego generała wojsk Księstwa Warszawskiego, walczącego u boku gen. Henryka Dąbrowskiego.
Od roku 1883 (wpis w księdze wieczystej jest pod datą 25.06.1883r.) właścicielem Połażejewa został Wacław Boening, poprzednio zamieszkały we Wrześni. Jego rodzina reprezentowała tamtejsze środowisko urzędniczo-wojskowe i handlowe. Wkrótce dokonuje on pierwszych modyfikacji w istniejącym już zespole parkowo- dworskim. Początkowo nowe inwestycje dotyczą głównie parku i niektórych budynków inwentarskich. Dane statystyczne z 1890 r. podają, że majątek Połażejewo miał wtedy gruntów ogółem i przynosił 5262 marek dochodu rocznego. Na początku XX wieku majątkiem w Połażejewie administruje syn Wacława Tadeusz Boening. Jednak dnia 23.04.1918r., jako nowy właściciel tego majątku, zostaje zapisany w księgach wieczystych jego młodszy brat Kazimierz. Kazimierz Boening był ostatnim właścicielem Połażejewa w okresie do drugiej wojny światowej. Dnia 25 kwietnia 1922 r., w kościele św. Wojciecha w Poznaniu, jego żoną została Irena Anna Helena Szenic. Państwo Boeningowie posiadali trzy córki: Halinę Irenę Zofię (urodzoną w 1923 r.), Krystynę Marię Wandę (1925r.) i Izabelę Teresę Helenę (1927). Wszystkie one urodziły się w Poznaniu. Pałac został przebudowany przynajmniej raz, w roku 1922 r., na co wskazuje wpis w księdze budynku, oraz inicjały Kazimierza Boeninga na zwieńczeniu fasady. To sielsko pożyteczne życie ziemianina i działacza, prawnika, wicewojewody poznańskiego Kazimierza Boeninga przerwał wybuch II wojny światowej. Po zajęciu Polski przez hitlerowskiego okupanta został on aresztowany przez niemieckie władze bezpieczeństwa i w dniu 14 października 1939 r. rozstrzelany na średzkim Rynku.
Majątek Połażejewo w okresie okupacji hitlerowskiej był pod zarządem niemieckim. Rodzina Kazimierza Boeninga musiała go opuścić. W pałacu pod koniec wojny zamieszkiwali niektórzy oficerowie niemieckiej Luftwaffe, którzy obsługiwali pobliskie lotnisko wojskowe w Mącznikach. Była to jednostka szkoleniowa.
Po wojnie w roku 1945, w pałacu początkowo mieszkali znowu lotnicy, ale tym razem radzieccy. Był to okres wielkiej dewastacji tego obiektu., w roku 1946 Skarb Państwa, poprzez Państwowy Fundusz Ziemi, przejął majątek Połażejewo w tym zabudowania pałacowe z parkiem. Prawowitym właścicielom, wdowie pani Irenie Boening z córkami, pozwolono zamieszkać w pałacu na okes trzech miesięcy aby mogły spakować pozostałe jeszcze w pałacu ich rzeczy i następnie zostały wysiedlone do Krakowa. Potem zamieszkali w nim niektórzy parcelanci. Po przejęciu obiektu przez spółdzielnię, wykorzystywano go do różnych celów (głównie na mieszkania członków oraz biura) i wciąż ulegał on dalszej dewastacji, a przybudówka wschodnia, w której mieściła się pałacowa kuchnia uległa zawaleniu z powodu złego stanu technicznego. W roku 1950 parcelanci utworzyli Rolniczą Spółdzielnię Wytwórczą, później przemianowana na Produkcyjną. Pod koniec lat siedemdziesiątych XX w. spółdzielnia wybudowała dla swoich członków bloki mieszkalne. Pozwoliło to wyprowadzić z pałacu jego dotychczasowych mieszkańców oraz biuro. W 1988 r. RSP rozpoczęło remont pałacu, który z braku funduszy został przerwany.
W roku 1998 istniejąca jeszcze RSP sprzedała pałac z parkiem państwu Jarosławowi i Karolinie Staszak z Wrześni, 17 lipca roku 2007, pałac odkupiła gdańska firma Archet Nausea spółka z o.o., której właścicielami są Dariusz Czerlonek i Iwona Wilczopolska-Czerlonek. Ich przodkowie herbu Godziemba i Nieczuja należeli do znanych rodzin ziemiańskich, a wymienione herby można podziwiać w zamku kórnickim, na drewnianych kasetonach sufitowych sali jadalnej. Antenat p. Dariusza o nazwisku Sławoszewski był przez pewien okres właścicielem Dzierżnicy w powiecie średzkim gdzie w roku 1717 został „..okrutnie zabity nocą..” i pochowany w parku w Dzierżnicy. Rok później zwłoki zostały przeniesione do kościoła Św. Wawrzyńca w Gnieźnie.
W latach 2007–2011 pałacyk został odbudowany oraz została przeprowadzona rewitalizacja przypałacowego parku. Projektantami odbudowy byli inż arch. Marek Kubiak oraz inż. arch. Sławomir Pawłowski ze Środy Wielkopolskiej. Aranżacja wnętrz i parku została zaprojektowana i wykonana przez panią Iwonę Wiczopolską – Czerlonek. Wszystkie prace były prowadzone pod nadzorem Wojewódzkiego Konserwatora Zabytków z Poznania.
W VII edycji konkursu na najlepszy obiekt turystyki na obszarach wiejskich w Wielkopolsce 2013, właściciele pałacyku pp. Iwona Wilczopolska Czerlonek i Dariusz Czerlonek otrzymali Wyróżnienie Specjalne za ocalenie dziedzictwa kulturowego i przywrócenie świetności wiejskim siedzibom ziemiaństwa zamieszkującego Wielkopolskę. (http://www.wir.org.pl/archiwum/aktualne/agroturystyka2013.htm)

## Legendy
Legendy o zespole parkowo- pałacowym w Połażejewie. Jedna z tych opowieści dotyczy narośli znajdujących się na niektórych drzewach w parku. Według miejscowej ludności ich powstanie związane jest z pochowaniem w tych miejscach psów dawnych właścicieli. Po zajęciu majątku przez władze niemieckie, psy zostały zastrzelone przez gestapowców i zakopane pod wspomnianymi drzewami. Kazimierz Boening miał psy rasy bokser, które, jak głosi legenda próbują się wydostać przez drzewa, aby ratować swojego pana. Obecnie w tym miejscu pochowana jest suczka Tosia rasy rottwailer pp. Czerlonków, która zginęła tragicznie pod kołami ciężarówki. Połażejewo ma także opowieść o duchu, który tam straszy. Otóż w rejonie pałacu niekiedy pokazuje się postać ubrana w mundur żołnierski, czasami puka w nocy do drzwi pałacu lub pokoi, zapala i gasi światła w budynku. Spełnia ona pożyteczną rolę, gdyż dzięki niej mało kto odważa się zapuszczać do parku i pałacu.